# 搗破法蘭克
《搗破法蘭克》（英語：Smashing Frank）為2025年香港劇情片，由拾陸比玖出品及製作，試當真聯合出品，蔡康凝編導，談善言、林家熙、岑珈其、楊偲泳、袁富華、楊偉倫主演。2025年4月17日上映。
為香港首部經網絡眾籌而開展之劇情類電影，惟近半資金非眾籌所獲，一般相信獨立性成疑。

## 演員
- 談善言飾演紀月，「法蘭克」成員
- 林家熙飾演許子軒Hugo，「法蘭克」成員
- 岑珈其飾演陶俊，「法蘭克」成員
- 楊偲泳飾演陳穎詩Chelsea，「法蘭克」成員
- 袁富華飾演何家宏，教會執事
- 楊偉倫飾演鄧神父
- 陳獻略飾演祈
- 王嘉盈
- 肥豪
- 近南哥
- 邱萬城飾演許志文
- 黃智偉
- 鄒文正

## 製作
電影源自蔡康凝之導演班功課，經導師陳果指導下寫成。蔡曾向不同電影公司推銷但不滿干預劇本和選角，因此轉向眾籌。
2022年4月20日，蔡康凝有份創立的YouTube頻道拾陸比玖發起網絡眾籌，活動介紹及概念短片均由陳漢娜、郭爾君、戴玉麒和龔志業主演，並以蔡康凝為編導，陳果為監製，尋求在35日內成功集資，最終僅達應付前期拍攝的最低門檻──港幣250萬。
2023年4月19日，拾陸比玖於眾籌平台宣布，原先公佈的四名主角均未能參與拍攝，改由談善言、林家熙、岑珈其、楊偲泳和袁富華出演，另外陳果亦不會任監製。團隊未詳細解釋換人原因，惟表示眾籌者可安排退款。
《搗破法蘭克》於2023年6月23日舉行開鏡儀式，
8月煞科。

## 外部連結
- 搗破法蘭克的Instagram帳戶
- 豆瓣电影上《搗破法蘭克》的資料 （简体中文）
- 互联网电影数据库（IMDb）上《搗破法蘭克》的资料（英文）